# منطقة مركز إدلب
منطقة إدلب منطقة سورية إدارية تتبع محافظة إدلب ومركزها مدينة إدلب، بلغ تعداد سكان المنطقة 384,929 نسمة حسب التعداد السكاني لعام 2004 >

## نواحي منطقة إدلب
- ناحية مركز إدلب
- ناحية أبو الظهور
- ناحية بنش
- ناحية سراقب
- ناحية تفتناز
- ناحية معرة مصرين
- ناحية سرمين

سلقين